# Piura megye
Piura megye Peru egyik megyéje, az ország északnyugati részén található. Székhelye Piura.

## Földrajz
Piura megye Peru északnyugati részén helyezkedik el, itt található az ország és egyben a dél-amerikai földrész legnyugatibb pontja, a Punta Pariñas is. A megye területének nyugati fele sivatagos, alacsonyan fekvő vidék, míg nyugaton az Andok hegyláncai emelkednek. Északon Tumbes megyével és Ecuadorral, keleten Cajamarca, délen Lambayeque megyével, nyugaton pedig a Csendes-óceánnal határos.

### Tartományai
A megye 8 tartományra van osztva:
- Ayabaca
- Huancabamba
- Morropón
- Paita
- Piura
- Sechura
- Sullana
- Talara

## Népesség
A megye népessége a közelmúltban folyamatosan növekedett:
| Év   | Lakosság  |
| ---- | --------- |
| 1940 | 408 605   |
| 1961 | 668 941   |
| 1972 | 854 972   |
| 1981 | 1 125 865 |
| 1993 | 1 388 264 |
| 2007 | 1 676 315 |

## Képek

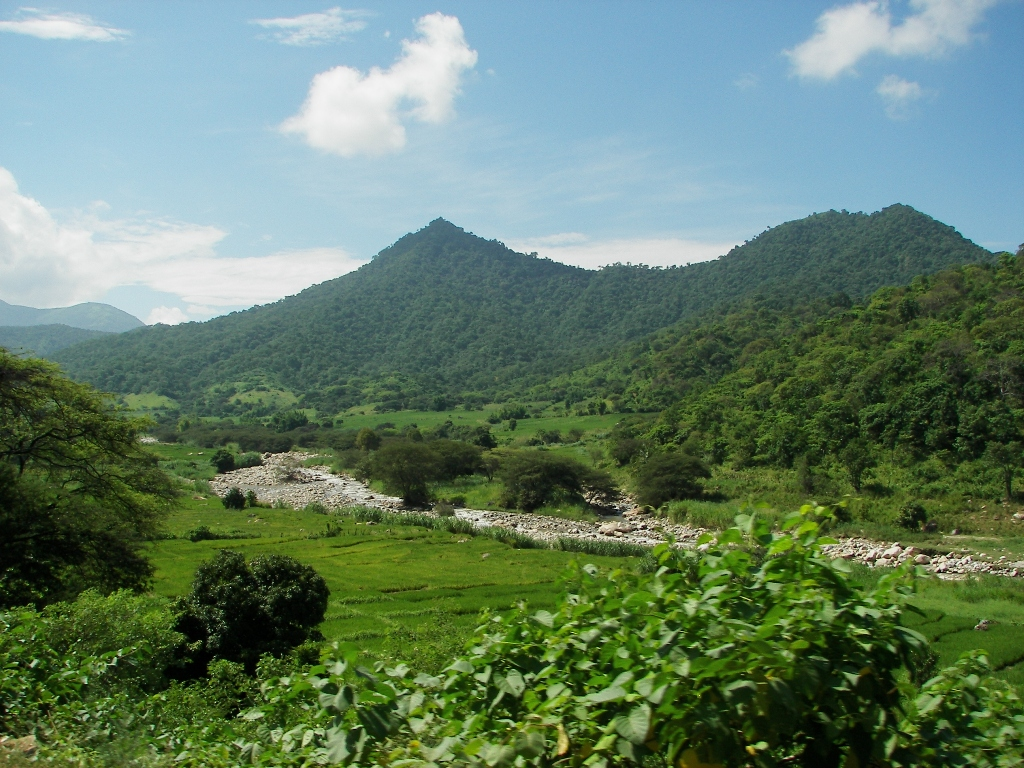
Tájkép Morropón mellett
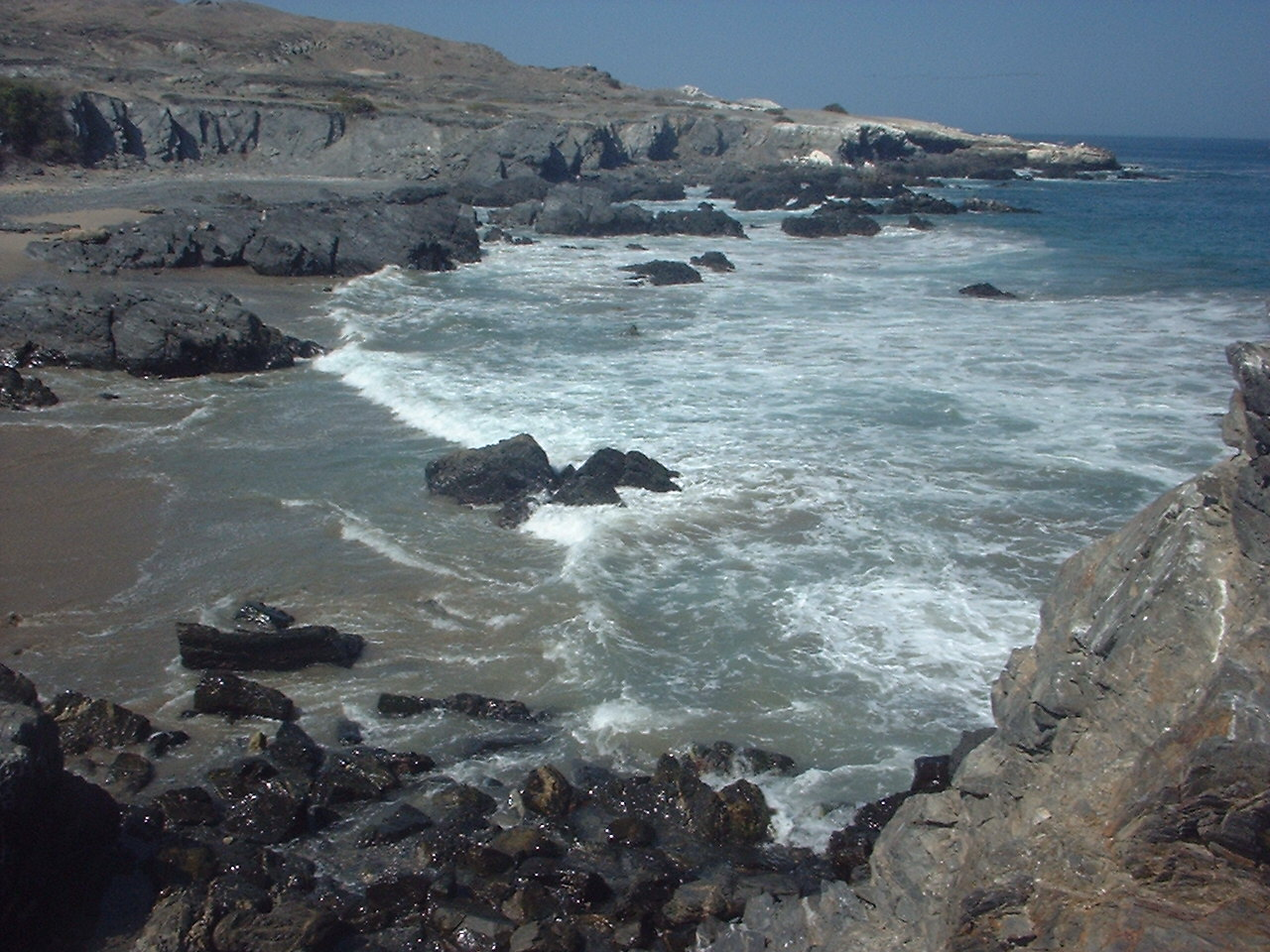
Az Illescas természetvédelmi terület
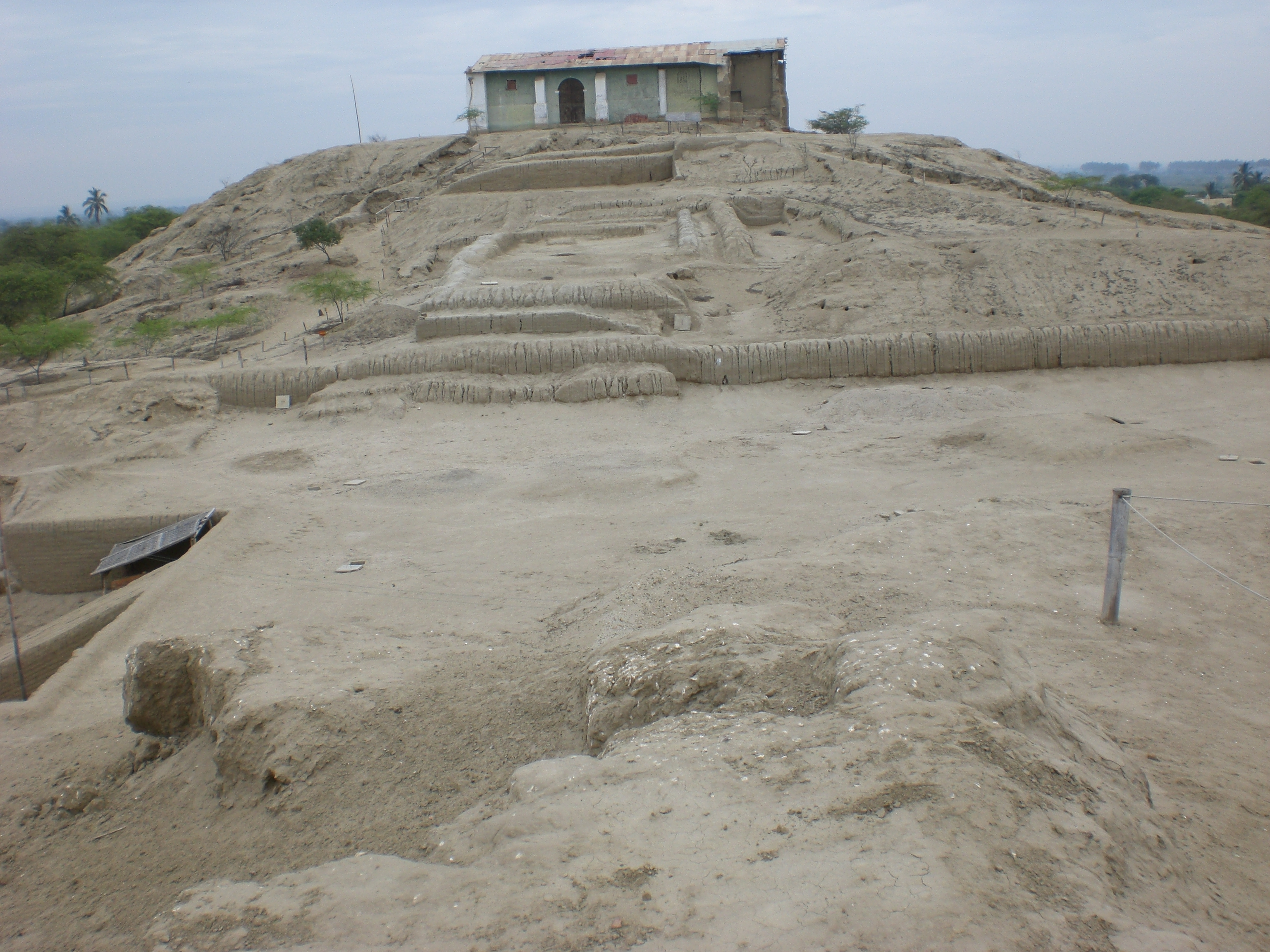
A Narihualá régészeti lelőhely
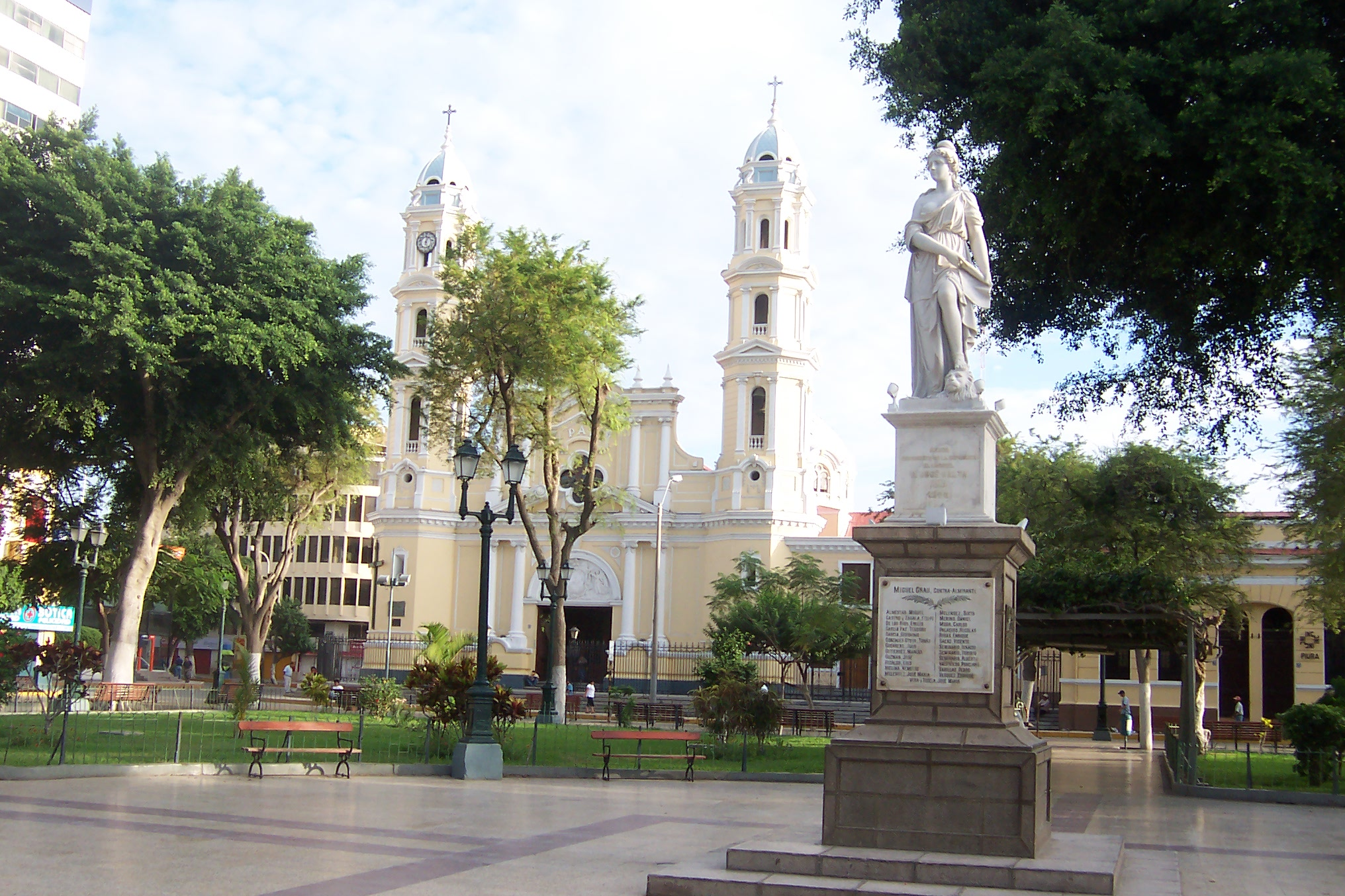
A piurai Plaza de Armas tér